# Os Tincoãs
Gli Os Tincoãs sono stati un gruppo musicale brasiliano. Provenienti dallo stato di Bahia e attivi principalmente negli anni sessanta e settanta, prendevano il nome dall'uccello noto in portoghese come tincoã, una sottospecie del cuculo scoiattolo. La musica degli Os Tincoãs è stata fortemente influenzata dalla tradizione religiosa del Candomblé di Bahia.

## Formazione
I componenti storici del gruppo sono stati Mateus Alelulia, Heraldo, Dadinho e Badú.
Mateus Aleluia è ancora molto attivo in campo musicale, sia come cantante sia nella scrittura dei testi. Aleluia si è trasferito in Angola nel 1983, dove ha iniziato a sviluppare un progetto di ricerca culturale per il governo angolano. Nel 2002 è tornato poi in Brasile, esordendo nel 2010 con Cinco Sentidos, il suo primo album da solista, prodotto dall'etichetta Garimpo e sponsorizzato da Petrobras. Nel 2017 ha pubblicato Fogueira Doce, un nuovo album di produzione indipendente.
Un altro membro ancora vivo è Badú, che si è unito a Os Tincoãs nel 1975 e vi è rimasto sino al 1983. Si è successivamente trasferito a vivere nell'isola di Gran Canaria, in Spagna.

## Discografia

### Album in studio
| Anno | Album                   | Etichetta |
| ---- | ----------------------- | --------- |
| 1962 | Meu Último Bolero       | Musicolor |
| 1973 | Os Tincoãs              | EMI-Odeon |
| 1975 | O Africanto dos Tincoãs | RCA       |
| 1977 | Os Tincoãs              | RCA       |
| 1986 | Dadinho e Mateus        | CID       |

### EP
| Anno | Album      | Etichetta |
| ---- | ---------- | --------- |
| 1976 | Os Tincoãs | RCA       |
| 1978 | Os Tincoãs | RCA       |

### Singoli
| Anno | Album                            | Etichetta |
| ---- | -------------------------------- | --------- |
| 1974 | Misericórdia/Saudação aos Orixás | EMI-Odeon |
| 1976 | Banzo/Jó                         | RCA       |
| 1976 | Promessa ao Gantois/Anita        | RCA       |
| 1977 | Cordeiro de Nanã/Atabaque Chora  | RCA       |
| 1980 | Embola, Embola/Mãe D'Água é Rica | Atlantic  |
| 1982 | Ajagunã/Chorojô                  | RCA       |